# Championnat de Trinité-et-Tobago de football 2012-2013
Navigation
Saison précédente Saison suivante
La saison 2012-2013 du Championnat de Trinité-et-Tobago de football est la trente-neuvième édition de la première division à Trinité-et-Tobago et la douzième sous le nom de Professional League. Les huit formations de l'élite sont réunies au sein d'une poule unique où elles s'affrontent trois fois au cours de la saison. Il n'y a pas de relégation sportive à l’issue de la compétition.
C'est le club de Defence Force FC qui remporte la compétition après avoir terminé en tête du classement final, avec quatre points d’avance sur Caledonia AIA et huit sur un duo W Connection FC-North East Stars FC. Il s’agit du vingtième titre de champion de Trinité-et-Tobago de l'histoire du club.
Avant le début de la compétition, la franchise de San Juan Jabloteh est dissoute. La place vacante est prise par le club de Central Football Club, créé la même année.

## Les clubs participants
| - W Connection FC - Defence Force FC - Central FC - Promu en Professional League - Police FC | - T&T ECSC - St. Ann's Rangers - North East Stars FC - Caledonia AIA |

## Compétition
Le barème de points servant à établir le classement se décompose ainsi :
- Victoire : 3 points
- Match nul : 1 point
- Défaite : 0 point

### Classement
| Rang | Équipe              | Pts | J  | G  | N | P  | Bp | Bc | Diff |
| ---- | ------------------- | --- | -- | -- | - | -- | -- | -- | ---- |
| 1    | Defence Force FC    | 46  | 21 | 14 | 4 | 3  | 52 | 21 | +31  |
| 2    | Caledonia AIAC      | 42  | 21 | 13 | 3 | 5  | 53 | 27 | +26  |
| 3    | W Connection FCT    | 38  | 21 | 11 | 5 | 5  | 45 | 19 | +26  |
| 4    | North East Stars FC | 38  | 21 | 10 | 8 | 3  | 32 | 17 | +15  |
| 5    | Central FCP         | 30  | 21 | 8  | 6 | 7  | 31 | 32 | -1   |
| 6    | Police FC           | 16  | 21 | 3  | 7 | 11 | 25 | 43 | -18  |
| 7    | St. Ann's Rangers   | 13  | 21 | 2  | 7 | 12 | 22 | 49 | -27  |
| 8    | T&T ECSC            | 8   | 21 | 2  | 2 | 17 | 13 | 65 | -52  |

|  | Qualification pour la CFU Club Championship 2014                                                                      |
|  | T : Tenant du titre C : Vainqueur de la Coupe de Trinité-et-Tobago P : Club faisant ses débuts en Professional League |

- C'est le classement à l'issue du deuxième tour de rencontres, après la 14e journée, qui détermine les qualifiés pour la CFU Club Championship 2013.

### Matchs
| Résultats (▼dom., ►ext.) | Cal | Cen | Def | NES | Pol | StA | T&T | WCo | Cal | Cen | Def | NES | Pol | StA | T&T | WCo |
| Caledonia AIA            |     | 5-2 | 4-2 | 1-3 | 3-1 | 2-1 | 6-0 | 0-0 |     |     | 0-0 |     |     | 3-0 | 4-1 |     |
| Central FC               | 3-2 |     | 1-1 | 2-1 | 1-0 | 2-3 | 2-1 | 0-3 | 2-1 |     |     |     | 4-2 |     | 5-0 | 2-2 |
| Defence Force FC         | 5-1 | 3-0 |     | 3-3 | 3-1 | 8-0 | 3-2 | 5-1 |     | 3-0 |     | 0-1 |     |     | 4-0 |     |
| North East Stars FC      | 0-1 | 0-0 | 0-1 |     | 1-1 | 2-2 | 3-1 | 2-0 | 3-1 | 1-0 |     |     | 2-2 | 1-1 |     |     |
| Police FC                | 1-5 | 0-0 | 0-1 | 1-2 |     | 2-2 | 2-0 | 2-5 | 0-2 |     | 0-2 |     |     |     | 3-0 | 0-5 |
| St. Ann's Rangers        | 2-4 | 1-3 | 1-2 | 0-0 | 3-3 |     | 2-3 | 1-2 |     | 1-1 | 0-3 |     | 1-1 |     |     |     |
| T&T ECSC                 | 0-6 | 1-1 | 1-1 | 0-1 | 0-2 | 0-1 |     | 0-7 |     |     |     | 0-5 |     | 2-0 |     | 0-4 |
| W Connection FC          | 1-1 | 1-0 | 1-2 | 0-0 | 1-1 | 2-0 | 3-1 |     | 0-1 |     | 4-0 | 0-1 |     | 3-0 |     |     |

## Bilan de la saison
| Championnat de Trinité-et-Tobago de football 2012-2013 |                              |
| Champion                                               | Defence Force FC (20e titre) |
| Coupes et trophées                                     |                              |
| Vainqueur de la Coupe de Trinité-et-Tobago 2012-2013   | Caledonia AIA                |
| Qualifications continentales                           |                              |
| CFU Club Championship 2014                             | Defence Force FC             |
| CFU Club Championship 2014                             | Caledonia AIA                |
| Promotions et relégations                              |                              |
| Promus en Professional League                          | Aucun                        |
| Relégués                                               | Aucun                        |